# Xian de Coqên
Le xian de Coqên (chinois : 措勤县 ; pinyin : cuòqín xiàn) est un district administratif de la région autonome du Tibet en Chine. Il est placé sous la juridiction de la préfecture de Ngari.

## Démographie
La population du district était de 11 495 habitants en 1999.